# Dick Haymes
Dick Haymes (13 de setembro de 1916 — 28 de março de 1980) foi um dos mais esplêndidos cantores de baladas de sua era, quase equivalente a Bing Crosby e Frank Sinatra em clássicos da forma como “It Can’t Be Wrong”, “Till the End of Time” e “It Might as Well Be Spring”. Embora sua carreira estivesse em baixa durante a era de ouro do pop adulto, os anos 1950 (devido a alcoolismo, problemas com o governo e alguns relacionamentos tempestuosos), Haymes continuou se apresentando e gravando até sua morte.

## Biografia
Nascido em Buenos Aires, Richard Benjamin Haymes era filho de pais britânicos, que na época viviam na fazenda de gado que eles tinham na Argentina. Depois que eles se separaram, ele foi criado por sua mãe em Paris antes de a Depressão aleijar suas finanças. Ele passou o resto de seus anos formativos nos Estados Unidos, onde sua mãe atuava como cantora. Haymes estreou como cantor profissional cantando com a orquestra de um hotel em Nova Jérsei durante suas férias de verão. Ele deixou a escola em 1933 para se mudar para Hollywood, e trabalhou como dublê ou figurante em muitos filmes no meado dos anos 30. Depois de compor algumas canções em 1939, ele se dirigiu a Harry James com esperança de que o maestro as compraria; embora James não tenha se impressionado com suas habilidades de compositor, ele contratou Haymes um ano depois, para substituir Frank Sinatra como seu vocalista.
Entre 1941 e 1942, Dick Haymes gravou alguns sucessos com James, incluindo “A Sinner Kissed an Angel” e “The Devil Sat Down and Cried”. (Seu maior sucesso com James, “I’ll Get By as Long as I Have You”, atingiu o primeiro lugar das paradas em 1944, três anos depois de sua gravação.) Haymes também cantou com Benny Goodman e Tommy Dorsey antes de cantar para a Decca em 1943. Um de seus primeiros singles, “You’ll Never Know”, chegou ao primeiro lugar em julho de 1943. Outro, “It Can’t Be Wrong”, também foi um sucesso substancial no mesmo ano. Ele passou de figurante a estrela em Hollywood, mais notadamente ao aparecer em “State Fair”, em 1945, e emplacou um dos cinco maiores sucesso do ano com a vencedora do Óscar “It Might at Well Be Spring”, desse filme. Embora ele nunca mais tenham emplacado um sucesso no primeiro lugar, Haymes passou a maior parte dos anos 40 próximo ao topo das paradas com as canções “Put Your Arms Around Me, Honey”, “Laura”, “Till the End of Time” and “That’s for Me”. Ele também apresentou um programa de rádio com Helen Forrest, e estrelou em muitos outros filmes após o sucesso de “State Fair”.
Embora os sucessos tenham continuado até o fim da década, a vida de Haymes, tanto profissional quanto pessoalmente, começou a declinar. Ele se divorciou de sua esposa, a atriz Joanne Dru, começou a beber excessivamente e descuidou de suas finanças. Muitas de suas aparições em filmes foram canceladas e ele acabou perdendo contratos de filmes e discos. Um romance turbulento e um casamento de dois anos com Rita Hayworth não estabilizou as coisas; problemas de imigração e impostos só contribuíram para um momento baixo muito óbvio na vida do cantor.
Ele começou um retorno profissional em 1955, graças a um contrato com a Capitol, o principal selo para o pop adulto. Haymes gravou dois LP’s para a Capitol, “Rain or Shine” e “Moondreams”, mas continuava atormentado pelo alcoolismo. Depois de se mudar para a Irlanda no meio dos anos 60, Haymes enfim superou seu hábito de beber e voltou a gravar com “Now and Then” de 1969, que alternava clássicos seus com material contemporâneo. Ele voltou para os Estados Unidos nos anos 70, apresentando-se em boates e gravando um disco ao vivo no Coconut Grove. Gravou pela última vez em 1978, e perdeu sua longa luta contra um câncer de pulmão dois anos depois.

## Filmografia
- 1935 - Mutiny on the Bounty (1935)
- 1938 - Dramatic School
- 1944 - Four Jills in a Jeep .... Tenente Dick Ryan
- 1944 - Irish Eyes Are Smiling .... Ernest R. Ball
- 1945 - Diamond Horseshoe .... Joe Davis Jr.
- 1945 - State Fair .... Wayne Frake
- 1946 - Do You Love Me .... Jimmy Hale
- 1947 - The Shocking Miss Pilgrim .... John Pritchard
- 1947 - Carnival in Costa Rica .... Jeff Stephens
- 1948 - Up in Central Park .... John Matthews
- 1948 - One Touch of Venus .... Joe Grant
- 1951 - St. Benny the Dip .... Benny
- 1952 - Hollywood Fan Festival .... Narrador
- 1953 - All Ashore .... Joe Carter
- 1953 - Cruisin' Down the River .... Beauregard Clemment
- 1976 - Won Ton Ton, the Dog Who Saved Hollywood .... James Crawford